# Wola Otałęska
Wola Otałęska – wieś w Polsce położona w województwie podkarpackim, w powiecie mieleckim, w gminie Czermin.
| SIMC    | Nazwa       | Rodzaj    |
| ------- | ----------- | --------- |
| 0648190 | Błonie Małe | część wsi |
| 0648209 | Budy        | część wsi |
| 0648215 | Górka       | część wsi |
| 0648221 | Kąty        | część wsi |
| 0648238 | Podlesie    | część wsi |
| 0648244 | Sufczyna    | część wsi |

W 1565 roku wieś w powiecie sandomierskim województwa sandomierskiego kupił od Olbrachta Łaskiego kasztelan rawski Stanisław Wolski. W 1629 roku właścicielem wsi był Jan Magnus Tęczyński. Wieś Wola Otaląska wchodziła w 1662 roku w skład majętności łubnickiej Łukasza Opalińskiego. W latach 1975–1998 miejscowość administracyjnie należała do województwa rzeszowskiego.